# Музей зв'язку (Донецьк)
Музей телефонного зв'язку в Донецьку відкритий 9 червня 2006 року в приміщенні демонтованої АТС-92 за адресою Комсомольський проспект, 22.
Створений силами колективу центру технічної експлуатації місцевого телефонного зв'язку ВАТ «Укртелеком» і присвячений розвитку телефонного зв'язку в місті Донецьку. Ідея відкриття музею належить Володимиру Пителю.
В експозиції музею ручна телефонна станція і верхня частина дерев'яної опори для дротів ПЛЗ з траверсою і ізоляторами, телефонні апарати, таксофони (з 1951 року), стіл контролю таксофонів, вимірювальні прилади для виміру параметрів кабелів зв'язку, кабелі різних років експлуатації.